# Дрібниці життя (телесеріал)
"Дрібниці життя" - перший російський телесеріал. Транслювався на 1-му каналі Останкіно в 1992-1994 роках (1-40 серії), у травні-червні 1995 року - на Першому каналі (41-52 серії). Дані серії згодом повторювалися на ТВ-6 в 1995-1996 роках, потім на РТР в 1998-1999 роках, на ТВЦ в 2000-2001 роках і на М1 в 2002 році. Виробництво з 1-ї по 52-ю серію здійснювала Студія літературно-художніх програм РДТРК «Останкіно», з 53-ї по 70-ю серію - Студія «Парнас» РДТРК «Останкіно», з 71-й по 74-й серії - ТОВ «Студія «Парнас»

## Сюжет
Подружжя Кузнєцова одружене 17 років. Марія – вчитель словесності в середній школі, Сергій – інженер у НДІ. Кузнєцови переживають «кризу середнього віку». Сергій та Марія розуміють, що вже давно живуть не як подружжя, а як сусіди. Їхній дочці Юлії, студентці швейного технікуму, вже шістнадцять і вона давно живе своїми інтересами, підростає і дванадцятирічний син Олександр, якого все частіше не буває вдома.

## Список серій
1. Измена
2. Большие покупки
3. Очень буржуазное кино
4. Смерть по гороскопу
5. Версия
6. Кам он, бэби! (Давай, крошка!)
7. Страх
8. Короткое замыкание
9. Француженка для Сорокина
10. Выигрыш по трамвайному билету
11. Визитёры
12. Смейся, паяц…
13. Под Новый год…
14. Крёстный отец
15. Семейный детектив
16. Контрабанда (Нэцке)
17. Беда
18. Эта крутая классика
19. Уход
20. Новая модель Игоря Шведова
21. Суп из топора
22. Лучшая подруга
23. В свободном падении
24. Похищение
25. Опасные приключения
26. Козни
27. Семейное положение
28. Очная ставка
29. Заговор
30. Соперницы
31. Добродетельная барышня
32. Свадебный подарок
33. Поэта заказывали?..
34. «Роковые страсти»
35. Шеф на продажу
36. Сын лейтенанта Шведова
37. Оставшиеся жить
38. Капкан
39. Бедный родственник
40. Милый, мы поженимся?..
41. Меню для вымогателя
42. Подозрения, подозрения…
43. Критический возраст
44. Брошенный отец
45. Для меня он умер…
46. Плетью обуха не перешибёшь
47. Судьба куражится
48. Стечение обстоятельств
49. Милый Боря…
50. Окаянные пилюли
51. Мотив преступления
52. Продолжение следует…
53. Серебряная свадьба
54. Смена караула
55. Папаши, отцы, папули
56. Секретное задание
57. Птичье молоко
58. Жить буду — летать никогда
59. Большая игра
60. Решительная женщина
61. Люди и нелюди
62. Киднэппинг
63. Очная ставка
64. Старые волки
65. Средь бела дня…
66. Слов нет!
67. Остались считанные дни
68. Жизнь наперекосяк
69. Пустота
70. … если бы старость могла!
71. Золотой приз
72. Постояльцы
73. Классический ход
74. Свой шанс

## Критика
Серіал викликав негативні відгуки з боку глядачів. Літературний критик Наталія Іванова висловилася про нього так: «Тихий жах — справа навіть не в рівні фільмів, а в самій манері гри та відносинах між людьми, цілком адекватно відтворених бідними акторами».